# Memory Controller Hub

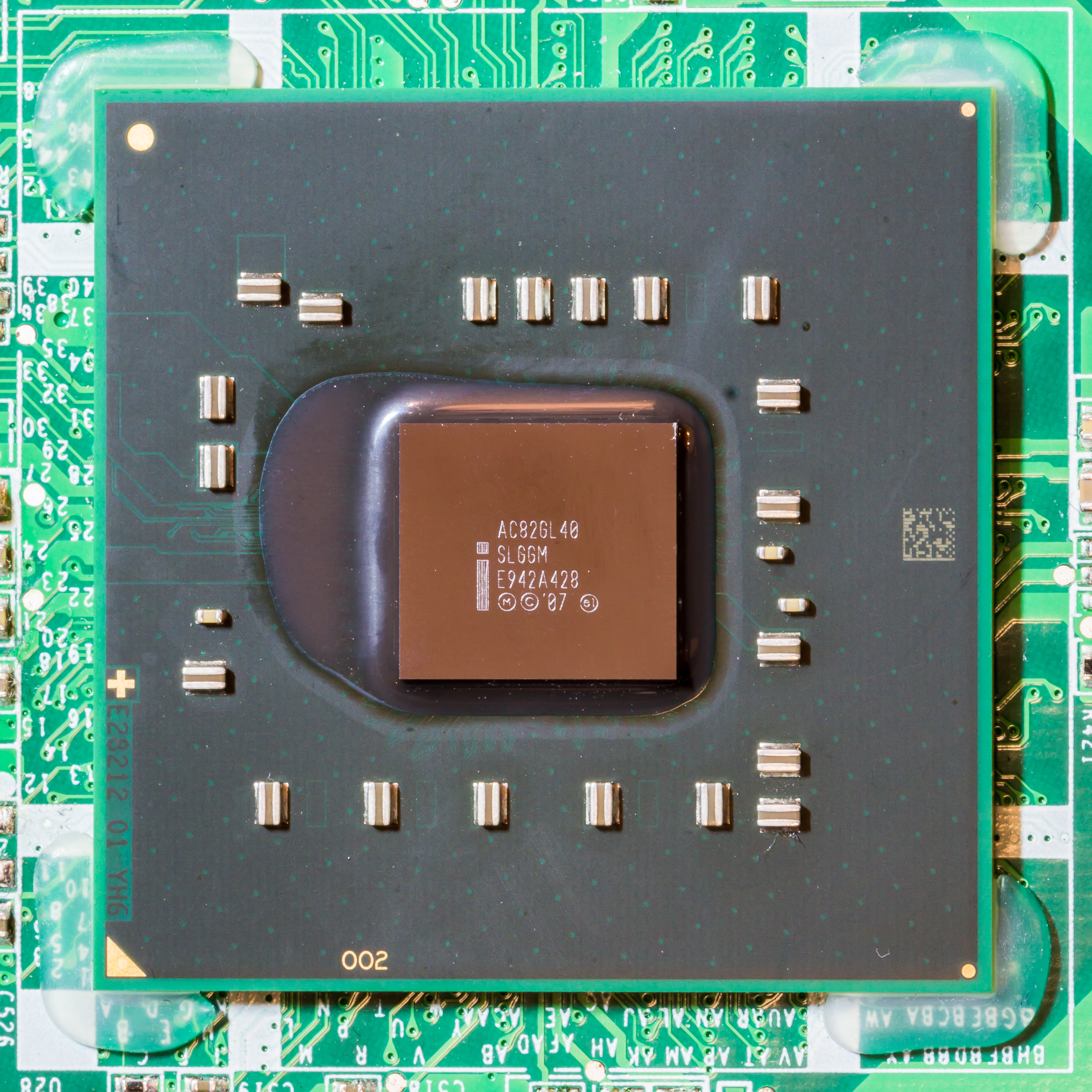
Intel 82GL40 Graphics and Memory Controller Hub

Memory Controller Hub (MCH) bzw. Graphics and Memory Controller Hub (GMCH) ist die Bezeichnung Intels für die Northbridge eines Chipsatzes. Die Bezeichnung GMCH kennzeichnet eine Northbridge mit integriertem Grafikkern (IGP). Die Southbridge eines Intel-Chipsatzes wird als I/O Controller Hub (ICH) bezeichnet.

## Modelle
Intel verkauft diverse Serien von MCHs und GMCHs:
- Intel-800-Serie
- Intel-900-Serie
- Intel-3-Serie
- Intel-4-Serie